# Электроофтальмия
Ультрафиолетовое излучение широко распространено в природе. Несмотря на то, что озоновый слой эффективно отфильтровывает наиболее вредный спектр (волны до 290 нм), существует риск повреждения глаз, если не использовать защитные средства во время наблюдения за вспышками на солнце, затмениями, молниями, при нахождении в высокогорных заснеженных районах, на море. Помимо естественных источников ультрафиолета, ультрафиолетовый кератит, или электроофтальмию, способны вызвать и искусственные, такие, как электрическая дуга (например, при электросварке), лампы для загара, кварцевания, фотографирования и другие.
Роговица поглощает основную часть ультрафиолетовых волн. Их воздействие на нее кумулятивное, подобно действию на кожные покровы при солнечных ожогах. Продолжительное воздействие УФ-излучения может привести к появлению птеригиума, пингвекулы, климатической точечной кератопатии, сквамозной метаплазии, карциномы. УФ-лучи оказывают раздражающее воздействие на поверхностный роговичный эпителий, приводя к его потере, однако опыты на животных показали, что фототоксический эффект испытывают все слои роговицы. В ответ на него возникает воспалительная реакция, включающая отек конъюнктивы и поверхностный точечный кератит. В тяжелых случаях могут наблюдаться полное слущивание эпителия, хемоз конъюнктивы, слезотечение и блефароспазм. Эпителизация пораженных участков обычно происходит через 36–72 часа.
Пациенты жалуются на ощущение инородного тела, раздражение, боль, покраснение глаза, слезотечение, блефароспазм и снижение остроты зрения. Обычно все эти симптомы проявляются спустя 6–12 часов с момента травмы, что обусловлено потерей и последующим восстановлением чувствительности роговицы, вероятно по причине особенности патофизиологии фотохимического повреждения.
При подозрении на электроофтальмию до обращения к офтальмологу можно промыть глаза в течение нескольких минут водой или физраствором. Закапывание препаратов искусственной слезы или других увлажнителей глаза, а также солнцезащитные очки могут облегчить дискомфорт.
Основной целью лечения электроофтальмии является купирование болевого синдрома и предотвращение инфицирования. Для облегчения боли может быть назначена увлажняющая мазь или гель. При этом необходимо помнить, что мазь способна замедлить восстановление роговицы. Применяются также циклоплегические капли краткого действия, которые облегчают боль, вызванную рефлекторным спазмом цилиарной мышцы.
Часто с целью профилактики инфицирования назначаются местно антибактериальные капли или мазь (например, гентамициновая или эритромициновая). Раньше стандартом лечения считалось наложение повязки на пораженный глаз, но в настоящее время использование этого метода является спорным. Несмотря на то, что повязка может значительно уменьшить боль, она, как и мазь, замедляет процесс эпителизации роговицы.
Кроме того, некоторые пациенты находят для себя более мучительной потерю видимости и глубины восприятия окружающего пространства, нежели болевые ощущения.
Симптомы электроофтальмии могут широко варьироваться от сильнейшей боли до ощущения незначительного раздражения, в зависимости от индивидуальных особенностей пациента и тяжести повреждения. Для купирования болевого синдрома чаще всего достаточно нестероидных противовоспалительных средств (НПВС). В редких случаях могут использоваться наркотические препараты. На официальном уровне местное применение НПВС не закреплено, но данная группа лекарственных средств широко применяется при электроофтальмии. Местные анестетики, несмотря на хороший эффект при купировании боли, показаны только для облегчения проведения осмотра офтальмологом. Данные препараты противопоказаны для лечения электроофтальмии, так как замедляют восстановление эпителия роговицы.
Осложнения в течение процесса выздоровления редки и чаще всего обусловлены присоединением инфекции. В зависимости от тяжести повреждений полное выздоровление может занять до 76 часов.
Предотвратить развитие электроофтальмии можно благодаря использованию солнцезащитных очков.